# Streamlabs
 (décembre 2021).
La mise en forme du texte ne suit pas les recommandations de Wikipédia : il faut le « wikifier ».
Les points d'amélioration suivants sont les cas les plus fréquents. Le détail des points à revoir est peut-être précisé sur la page de discussion.
- Les titres sont pré-formatés par le logiciel. Ils ne sont ni en capitales, ni en gras.
- Le texte ne doit pas être écrit en capitales (les noms de famille non plus), ni en gras, ni en italique, ni en « petit »…
- Le gras n'est utilisé que pour surligner le titre de l'article dans l'introduction, une seule fois.
- L'italique est rarement utilisé : mots en langue étrangère, titres d'œuvres, noms de bateaux, etc.
- Les citations ne sont pas en italique mais en corps de texte normal. Elles sont entourées par des guillemets français : « et ».
- Les listes à puces sont à éviter, des paragraphes rédigés étant largement préférés. Les tableaux sont à réserver à la présentation de données structurées (résultats, etc.).
- Les appels de note de bas de page (petits chiffres en exposant, introduits par l'outil «  Source ») sont à placer entre la fin de phrase et le point final[comme ça].
- Les liens internes (vers d'autres articles de Wikipédia) sont à choisir avec parcimonie. Créez des liens vers des articles approfondissant le sujet. Les termes génériques sans rapport avec le sujet sont à éviter, ainsi que les répétitions de liens vers un même terme.
- Les liens externes sont à placer uniquement dans une section « Liens externes », à la fin de l'article. Ces liens sont à choisir avec parcimonie suivant les règles définies. Si un lien sert de source à l'article, son insertion dans le texte est à faire par les notes de bas de page.
- La présentation des références doit suivre les conventions bibliographiques. Il est recommandé d'utiliser les modèles {{Ouvrage}}, {{Chapitre}}, {{Article}}, {{Lien web}} et/ou {{Bibliographie}}. Le mode d'édition visuel peut mettre en forme automatiquement les références.
- Insérer une infobox (cadre d'informations à droite) n'est pas obligatoire pour parachever la mise en page.

Pour une aide détaillée, merci de consulter Aide:Wikification.
Si vous pensez que ces points ont été résolus, vous pouvez retirer ce bandeau et améliorer la mise en forme d'un autre article.
Streamlabs (anciennement TwitchAlerts) est une société de logiciels basée en Californie aux États-Unis, fondée en 2014. La société distribue principalement des logiciels de diffusion en direct. Streamlabs a été racheté par Logitech en 2019.

## Aperçu
Streamlabs a été fondée en 2014 sous le nom de TwitchAlerts, un logiciel basé sur Open Broadcaster Software qui permettait aux streamers en direct d'ajouter des alertes visuelles à l'écran déclenchées par l'interaction des téléspectateurs, telles que de nouveaux followers, abonnés et dons. TwitchAlerts a ensuite été renommé Streamlabs en 2019 tout en changeant le nom de leur logiciel de diffusion en direct de Streamlabs OBS en Streamlabs fin 2021. Les deux re-marques étaient dues à n'avoir aucune affiliation avec leur homonyme. Streamlabs produit également CrossClip, un convertisseur vidéo ; Melon, un service de streaming de podcasts ; Oslo, un outil de montage vidéo, et Willow ; un constructeur de site Web,,,. 
Streamlabs a été fondé en 2014 sous le nom de TwitchAlerts, mais a été changé en raison de l'absence d'affiliation officielle avec Twitch. Logitech a acheté la société pour 89 millions de dollars le 26 septembre 2019,.

## Critique
Le 16 novembre 2021, Streamlabs a publié « Streamlabs Studio », un logiciel de capture dans le cloud pour la Xbox One, la Xbox Series S et la Xbox Series X. Après la sortie, le service de streaming Lightstream a accusé Streamlabs de plagier leur matériel promotionnel, jusqu'à chaque mot et mise en page marketing, comparant à des devoirs plagiés. Plus tard le même jour, l'équipe d'OBS Studio a tweeté que Streamlabs utilisait le nom "OBS" pour leurs produits, donnant la fausse apparence d'être en partenariat avec eux, bien qu'OBS Studio ait déjà refusé à Streamlabs l'autorisation de l'utiliser sur demande. Le principal logiciel en question, Streamlabs OBS, avait été considéré comme un « fork hostile » (un fork qui a été fait sans autorisation ni consultation du projet principal) d'OBS par les membres de la communauté du logiciel libre avant cette polémique. Légalement aucune autorisation n'est cependant nécessaire pour faire un fork, les deux logiciels étant open source. Le tweet d'OBS Studio a conduit les streamers Twitch, dont Pokimane et Hasan Piker, à menacer de boycotter leur produit si des modifications n'étaient pas apportées D' autres entreprises, comme Elgato et 1UpCoin, ont parlé sur Twitter à propos que Streamlabs copiait leurs produits . La société a par la suite promis de supprimer "OBS" du nom de son produit.

## Produits
Streamlabs Desktop (anciennement Streamlabs OBS ) est un logiciel de streaming gratuit et open source basé sur un fork d'OBS et utilisant Electron pour l'interface utilisateur. Streamlabs distribue le contenu de ses utilisateurs sur des plateformes telles que Twitch, YouTube Live et Facebook Live,.
Crossclip est un site web de conversion vidéo qui permet aux utilisateurs de convertir, d'éditer et de partager du contenu en streaming en direct sur plusieurs plates-formes. Crossclip formate la vidéo dans les dimensions correctes pour les courts métrages TikTok, Instagram et YouTube.
Willow est un outil de lien dans les biographies qui vise à aider les utilisateurs à augmenter leurs revenus et à rendre leurs liens plus faciles à découvrir. Il comprend une fonction de pourboire et permet aux utilisateurs d'en donner un directement sur la page.
Melon est un studio de diffusion en direct basé sur un navigateur. Les utilisateurs peuvent diffuser leurs flux en direct sur Twitch, YouTube, Facebook, Linkedin ou une destination RTMP personnalisée. 
Oslo est un outil de révision et de collaboration vidéo. Les utilisateurs peuvent télécharger et partager des projets dans le cloud, et les outils de gestion de projet et d'annotation d'Oslo permettent aux équipes de recevoir et d'examiner les commentaires, ainsi que de télécharger des vidéos directement sur YouTube. 
Streamlabs Charity est une plateforme de collecte de fonds gratuite qui aide les organisations caritatives à collecter des fonds et à se connecter avec des streamers. Hors frais de traitement standard, la plateforme ne prélève aucune réduction sur les dons, permettant à tout d'aller à des œuvres caritatives,.